# Tipula macroselene
Tipula macroselene är en tvåvingeart. Tipula macroselene ingår i släktet Tipula och familjen storharkrankar.

## Underarter
Arten delas in i följande underarter:
- T. m. macroselene
- T. m. pan